# Perfect World Major: Shanghai 2024
Das Perfect World Major: Shanghai 2024 war das zweite Major-Turnier in der E-Sport-Disziplin Counter-Strike 2 und das 21. Major insgesamt. Es war das erste Major-Turnier (CS:GO & CS2) auf dem asiatischen Kontinent. Das Turnier in Shanghai startete am 30. November und endete am 15. Dezember 2024. Die finalen Playoffs wurden im Shanghai Oriental Sports Center ausgetragen, für die vorher stattfindenden Turnierabschnitte wurde das "Shanghai World Expo Exhibition und Convention Center" ausgewählt. Sieger des Turniers wurde die russische Organisation Team Spirit, welche sich im Finale mit 2:1 gegen den FaZe Clan durchsetzen konnte. Es war der erste gewonnene Major-Titel dieses Teams.

## Qualifikation
Die Qualifikation diente der Auswahl der 24 teilnahmeberechtigten Teams. Die Qualifikation lief über RMR-Turniere (Regional Major Ranking), sodass jeweils nur Teams derselben Region die Startplätze untereinander ausspielten. Ausschlaggebend für die Region eines Teams war dabei die Nationalität der Mehrheit der Spieler. Die RMR-Turniere fanden im November 2024 statt. Das letztendliche Seeding der Teams, das unter anderem die Paarungen der ersten Runde in den verschiedenen Turnierabschnitten bestimmte, war nicht wie früher an die Ergebnisse der RMR-Turniere geknüpft, sondern hing an der jeweiligen Position des Teams auf der regionalen Liste.

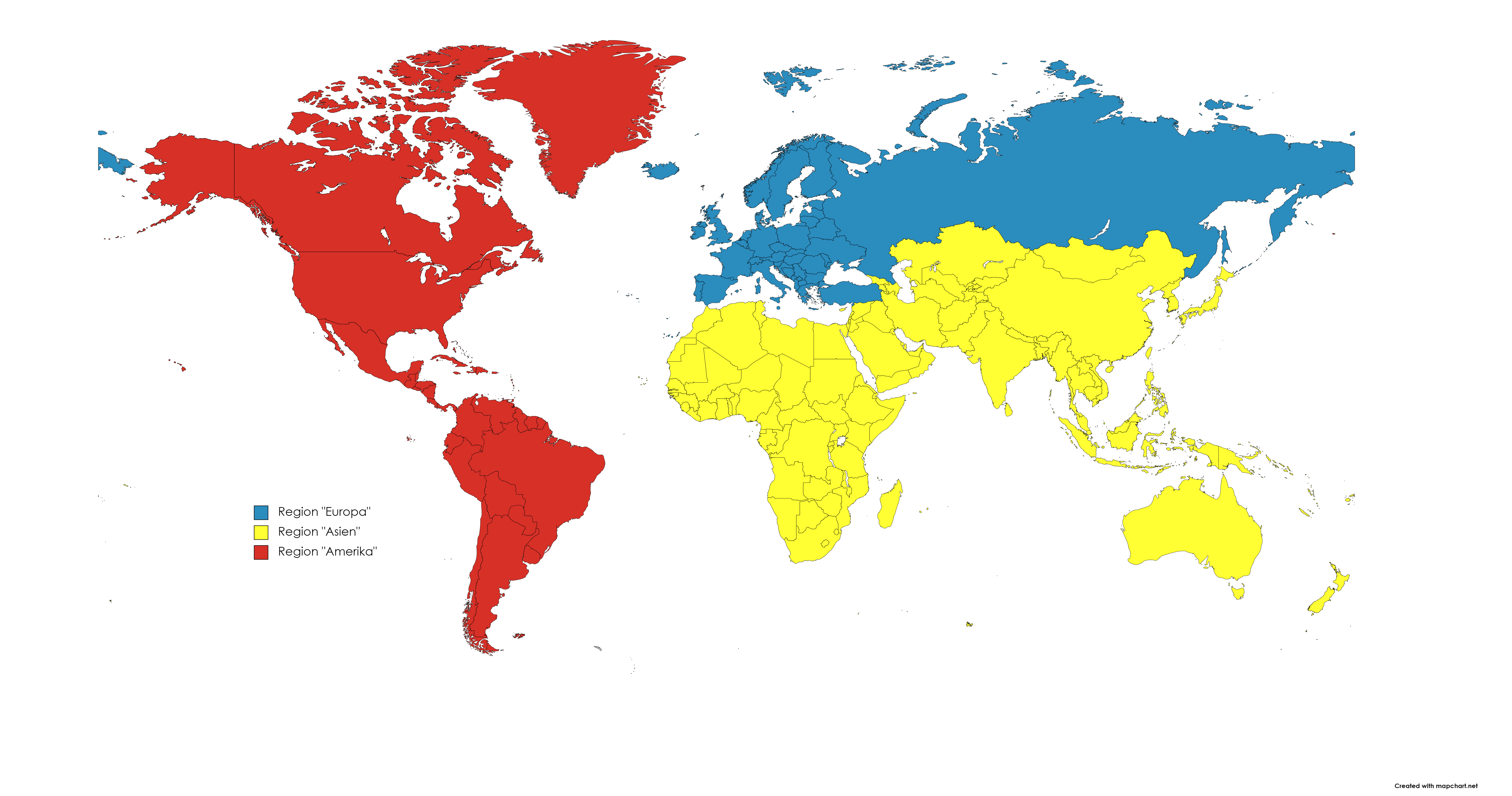
Geographische Zuordnung der drei Regionen.

Es ergab sich folgende Verteilung der Qualifikationsplätze auf die Regionen. Festgelegt wurde diese Verteilung durch das Abschneiden der Regionen auf dem letzten Major. Im Vergleich zu diesem erhielt die Region Asien einen Platz mehr, Amerika zwei, und Europa verlor drei Plätze. Erstmals seit der Umstellung der Qualifikation auf das aktuelle Format mit dem Major in Antwerpen 2022 gingen die acht direkten Plätze für die Elimination-Stage an eine einzige Region.
| Region  | Qualifikation für Elimination-Stage | Qualifikation für Opening-Stage | {\displaystyle \sum } |
| ------- | ----------------------------------- | ------------------------------- | --------------------- |
| Europa  | 8                                   | 6                               | 14 Teams              |
| Amerika | -                                   | 7                               | 7 Teams               |
| Asien   | -                                   | 3                               | 3 Teams               |

## Modus
Das Turnier ist in drei Abschnitte gegliedert: Die ersten beiden Abschnitte Opening-Stage und Elimination-Stage werden im Schweizer System ausgetragen. An ihnen nehmen jeweils 16 Teams teil. Die genauen Begegnungen werden anhand der Buchholz-Koeffizienten der jeweiligen Teams bestimmt. Drei Siege berechtigen zum Einzug in die nächste Runde, nach drei Niederlagen scheidet ein Team aus. Um die Dauer dieser Abschnitte nicht unnötig zu erhöhen, werden nur Entscheidungsspiele im Best-of-3 ausgetragen, d. h. nur die Spiele, in denen über Weiterkommen oder Ausscheiden entschieden wird. Alle anderen Spiele sind Best-of-1. Die finalen Playoffs werden im K.-o.-System ausgespielt. In diesem Turnierabschnitt werden alle Spiele im Best-of-3 ausgetragen.

### Veto-System und Maps
Durch ein Veto-System haben Teams die Möglichkeit, die zu spielenden Maps bedingt zu bestimmen. Im Best-of-1 bannen die Teams abwechselnd Maps, bis nur noch eine übrig bleibt.
Im Best-of-3 bannen beide Teams jeweils eine Map und wählen danach jeweils eine Map, die auf jeden Fall gespielt wird. Das jeweils andere Team bekommt die Seitenwahl auf dieser Map zugeteilt. Danach bannen beide Teams jeweils wieder eine Map, sodass nur noch eine Entscheidungskarte übrigbleibt.
Gespielt wird ausschließlich auf den Maps der Active Duty-Gruppe (dt. aktiver Dienst). Diese umfasst zurzeit folgende sieben Maps: Anubis, Mirage, Inferno, Dust II, Vertigo, Nuke, Ancient.

## Lineups der Teams
| Legend-Teams                   | Legend-Teams                    | Legend-Teams                    | Legend-Teams                   |
| 3DMAX                          | FaZe Clan                       | G2 Esports                      | Heroic                         |
| ------------------------------ | ------------------------------- | ------------------------------- | ------------------------------ |
| Filip „Graviti“ Branković      | Finn „karrigan“ Andersen        | Nemanja „huNter“ Kovač          | Rasmus „sjuush“ Beck           |
| Pierre „Ex3rcice“ Bulinge      | David „frozen“ Čerňanský        | Nikola „NiKo“ Kovač             | Abdulchalik „degster“ Gassanow |
| Bryan „Maka“ Canda             | Robin „ropz“ Kool               | Ilja „m0NESY“ Ossipow           | Guy „NertZ“ Iluz               |
| Lucas „Lucky“ Chastang         | Håvard „rain“ Nygaard           | Janusz „Snax“ Pogorzelski       | Rene „TeSeS“ Madsen            |
| Thomas „Djoko“ Pavoni          | Helvijs „broky“ Saukants        | Mario „malbsMd“ Samayoa         | Damjan „kyxsan“ Stoilkovski    |
| MOUZ                           | Natus Vincere                   | Team Spirit                     | Team Vitality                  |
| Dorian „xertioN“ Berman        | Mihai „iM“ Ivan                 | Danil „donk“ Kryschkowez        | Lotan „Spinx“ Giladi           |
| Ludvig „Brollan“ Brolin        | Justinas „jL“ Lekavičius        | Myroslaw „zont1x“ Plachotja     | Mathieu „ZywOo“ Herbaut        |
| Jimi „Jimpphat“ Salo           | Ihor „w0nderful“ Schdanow       | Dmitri „sh1ro“ Sokolow          | Dan „apEX“ Madesclaire         |
| Kamil „siuhy“ Szkaradek        | Aleksi „Aleksib“ Virolainen     | Leonid „chopper“ Wischnjakow    | William „mezii“ Merriman       |
| Ádám „torzsi“ Torzsás          | Walerij „b1t“ Wachowskyj        | Boris „magixx“ Worobjew         | Shahar „flameZ“ Shushan        |
| Challenger-Teams               |                                 |                                 |                                |
| BIG                            | CompLexity                      | fnatic                          | FURIA Esports                  |
| Jon „JDC“ de Castro            | Håkon „hallzerk“ Fjærli         | Benjamin „blameF“ Bremer        | Yuri „Yuurih“ Boian            |
| Rigon „rigoN“ Gashi            | Jonathan „EliGE“ Jablonowski    | Freddy „KRiMZ“ Johansson        | Kaike „kscerato“ Cerato        |
| Karim „Krimbo“ Moussa          | Ricky „floppy“ Kemery           | Tim „nawwk“ Jonasson            | Marcelo „chelo“ Cespedes       |
| Florian „syrsoN“ Rische        | Johnny „JT“ Theodosiou          | Alexandre „bodyy“ Pianaro       | Felipe „skullz“ Medeiros       |
| Johannes „tabseN“ Wodarz       | Michael „Grim“ Wince            | Matúš „matys“ Šimko             | Gabriel „FalleN“ Toledo        |
| paiN Gaming                    | Team Liquid                     | The MongolZ                     | Virtus.pro                     |
| Rodrigo „biguzera“ Bittencourt | Russel „Twistzz“ Van Dulken     | Usukhbayar „910“ Banzragch      | Pjotr „fame“ Bolyschew         |
| Kaue „kauez“ Kaschuk           | Mareks „YEKINDAR“ Gaļinskis     | Ayush „mzinho“ Batbold          | Dawid „n0rb3r7“ Danijeljan     |
| Lucas „lux“ Meneghini          | Keith „NAF“ Markovic            | Garidmagnai „bLitz“ Byambasuren | Ali „jame“ Dschami             |
| Lucas „nqz“ Soares             | Justin „jks“ Savage             | Azbayar „Senzu“ Munkhbold       | Jewgeni „FL1T“ Lebedew         |
| João „snow“ Vinicius           | Roland „ultimate“ Tomkowiak     | Sodbayar „Techno4K“ Munkhbold   | Denis „electronic“ Scharipow   |
| Contender-Teams                |                                 |                                 |                                |
| Cloud9                         | FlyQuest                        | GamerLegion                     | Imperial Esports               |
| Kaissar „ICY“ Faisnurow        | Alistair „aliStair“ Johnston    | Erik „ztr“ Gustafsson           | Lucas „decenty“ Bacelar        |
| Timofei „interz“ Jakuschin     | Christopher „dexter“ Nong       | Henrich „sl3nd“ Hevesi          | Vinicius „VINI“ Figueiredo     |
| Nikita „HeavyGod“ Martynenko   | Declan „Vexite“ Portelli        | Sebastian „Tauson“ Tauson       | Santino „try“ Rigal            |
| Kirill „Boombl4“ Michailow     | Joshua „INS“ Potter             | Sebastian „volt“ Maloș          | Kaiky „noway“ Santos           |
| Sergei „Ax1Le“ Rychtorow       | Jay „liazz“ Tregillgas          | Timur „FL4MUS“ Marjew           | João „felps“ Vasconcellos      |
| MIBR                           | Passion UA                      | Rare Atom                       | Wildcard                       |
| André „drop“ Abreu             | Eduard „zeRRoFIX“ Petrowskyj    | Cai „Summer“ Yulun              | Tim „susp“ Ångström            |
| Rafael „saffee“ Costa          | Wsewolod „s-chilla“ Schtschurow | Andrew „kaze“ Khong             | Joshua „JBa“ Barutt            |
| Raphael „exit“ Lacerda         | Dmytro „jambo“ Semera           | Li „L1haNg“ Yihang              | Aran „Sonic“ Groesbeek         |
| Lucas „Lucaozy“ Neves          | Mykyta „jackasmo“ Skyba         | Peng „ChildKing“ Junhao         | Peter „stanislaw“ Jarguz       |
| Felipe „insani“ Yuji           | Rodyon „fear“ Smyk              | Xu „somebody“ Haowen            | Love „phzy“ Smidebrant         |

## Opening-Stage
Die Opening-Stage begann am 30. November und endete am 3. Dezember mit acht für die Elimination-Stage qualifizierten Teams.

### Teilnehmer
Acht Plätze wurden auf Grundlage der Plätze 9 bis 16 auf dem PGL Major: Kopenhagen 2024 vergeben. Dort schieden 3 Teams aus Europa, 4 Amerika zugeordnete Teams und ein Team aus Asien in der Elimination-Stage aus. Die weiteren acht Plätze wurden auf Qualifikanten aus allen Regionen verteilt, wobei den Regionen Europa und Amerika drei und der Region Asien zwei Qualifikationsplätze zustanden. Die Flagge neben dem Teamnamen zeigt jeweils die am meisten vertretene Nationalität unter den Spielern an. Gab es keine eindeutige Mehrheit, so ist die Flagge der kleinstmöglichen Region, die alle Spielernationalitäten beinhaltete, dargestellt.
Die folgenden 16 Teams nahmen an der Opening-Stage teil:
| - Europa: - Cloud 9 - fnatic - GamerLegion - BIG - Virtus.pro - Passion UA | - Amerika: - MIBR - Wildcard - Team Liquid - CompLexity - paiN - Imperial Esports - FURIA Esports | - Asien: - TheMongolz - Rare Atom - FlyQuest |

### Rundenergebnisse
In dieser Stage wurden fünf Runden gespielt, die insgesamt 33 Spiele umfassten.

#### Runde 1
|               | Ergebnis |                  | S-N |
| ------------- | -------- | ---------------- | --- |
| Team Liquid   | 13:10    | Cloud 9          | 0-0 |
| Virtus.pro    | 07:13    | MIBR             | 0-0 |
| FURIA Esports | 08:13    | GamerLegion      | 0-0 |
| CompLexity    | 06:13    | FlyQuest         | 0-0 |
| BIG           | 13:09    | Passion UA       | 0-0 |
| fnatic        | 11:13    | Wildcard         | 0-0 |
| TheMongolz    | 13:02    | Rare Atom        | 0-0 |
| paiN          | 13:05    | Imperial Esports | 0-0 |

#### Runde 2
|               | Ergebnis |                  | S-N |
| ------------- | -------- | ---------------- | --- |
| BIG           | 05:13    | FlyQuest         | 1-0 |
| TheMongolz    | 13:06    | MIBR             | 1-0 |
| Team Liquid   | 13:10    | Wildcard         | 1-0 |
| paiN          | 10:13    | GamerLegion      | 1-0 |
| fnatic        | 05:13    | Cloud 9          | 0-1 |
| CompLexity    | 09:13    | Passion UA       | 0-1 |
| Virtus.pro    | 13:04    | Rare Atom        | 0-1 |
| FURIA Esports | 13:11    | Imperial Esports | 0-1 |

#### Runde 3
|               | Ergebnis        |                  | S-N |
| ------------- | --------------- | ---------------- | --- |
| Team Liquid   | 05:13 :09 13:01 | FlyQuest         | 2-0 |
| GamerLegion   | 05:13 02:13     | TheMongolz       | 2-0 |
| BIG           | 13:11           | Virtus.pro       | 1-1 |
| MIBR          | 05:13           | Passion UA       | 1-1 |
| FURIA Esports | 16:14           | Wildcard         | 1-1 |
| paiN          | 13:11           | Cloud 9          | 1-1 |
| Rare Atom     | 10:13 :10 13:04 | fnatic           | 0-2 |
| CompLexity    | 13:04 13:05     | Imperial Esports | 0-2 |

#### Runde 4
|             | Ergebnis          |               | S-N |
| ----------- | ----------------- | ------------- | --- |
| BIG         | 13:05 11:13 03:13 | FURIA Esports | 2-1 |
| FlyQuest    | 14:16 06:13       | paiN          | 2-1 |
| GamerLegion | 13:06 05:13 :09   | Passion UA    | 2-1 |
| MIBR        | 13:09 11:13 :04   | Rare Atom     | 1-2 |
| Cloud 9     | 13:16 08:13       | CompLexity    | 1-2 |
| Wildcard    | 10:13 :07 13:08   | Virtus.pro    | 1-2 |

#### Runde 5
|            | Ergebnis        |            | S-N |
| ---------- | --------------- | ---------- | --- |
| BIG        | 05:13 :09 13:09 | CompLexity | 2-2 |
| FlyQuest   | 04:13 05:13     | MIBR       | 2-2 |
| Passion UA | 06:13 :06 13:16 | Wildcard   | 2-2 |

## Elimination-Stage
Die Elimination-Stage begann am 5. Dezember und endete am 8. Dezember mit acht für die Playoffs qualifizierten Teams.

### Teilnehmer
Acht Plätze wurden auf Grundlage der Plätze 1 bis 8 auf dem PGL Major: Kopenhagen 2024 vergeben. Diese erreichten ausschließlich europäische Teams. Acht weitere Teams qualifizierten sich über die vorangegangene Opening-Stage.
| Direkt für diese Stage qualifizierte Teams: - Europa: - Team Vitality - MOUZ - Natus Vincere - FaZe Clan - G2 Esports - Team Spirit - Heroic - 3DMAX | Die besten 8 Teams der Opening-Stage: - Team Liquid - TheMongolz - MIBR - FURIA Esports - paiN - Wildcard - GamerLegion - BIG |

### Rundenergebnisse
In dieser Stage wurden fünf Runden gespielt, die insgesamt 33 Spiele umfassten.

#### Runde 1
|               | Ergebnis |               | S-N |
| ------------- | -------- | ------------- | --- |
| G2 Esports    | 10:13    | TheMongolz    | 0-0 |
| Natus Vincere | 13:10    | Team Liquid   | 0-0 |
| Team Vitality | 13:07    | GamerLegion   | 0-0 |
| Team Spirit   | 06:13    | FURIA Esports | 0-0 |
| MOUZ          | 13:06    | paiN          | 0-0 |
| FaZe Clan     | 13:10    | Wildcard      | 0-0 |
| Heroic        | 13:07    | BIG           | 0-0 |
| 3DMAX         | 11:13    | MIBR          | 0-0 |

#### Runde 2
|               | Ergebnis |               | S-N |
| ------------- | -------- | ------------- | --- |
| Natus Vincere | 11:13    | MIBR          | 1-0 |
| FaZe Clan     | 08:13    | Heroic        | 1-0 |
| MOUZ          | 13:16    | TheMongolz    | 1-0 |
| Team Vitality | 16:13    | FURIA Esports | 1-0 |
| G2 Esports    | 13:05    | BIG           | 0-1 |
| Team Liquid   | 13:10    | GamerLegion   | 0-1 |
| Team Spirit   | 13:06    | Wildcard      | 0-1 |
| 3DMAX         | 13:11    | paiN          | 0-1 |

#### Runde 3
|               | Ergebnis          |               | S-N |
| ------------- | ----------------- | ------------- | --- |
| Team Vitality | 13:03 13:05       | MIBR          | 2-0 |
| TheMongolz    | 08:13 19:17 13:06 | Heroic        | 2-0 |
| G2 Esports    | 13:08             | 3DMAX         | 1-1 |
| MOUZ          | 10:13             | FaZe Clan     | 1-1 |
| Team Liquid   | 13:09             | FURIA Esports | 1-1 |
| Natus Vincere | 02:13             | Team Spirit   | 1-1 |
| BIG           | 10:13 :11 06:13   | paiN          | 0-2 |
| GamerLegion   | 10:13 :10 13:05   | Wildcard      | 0-2 |

#### Runde 4
|               | Ergebnis        |             | S-N |
| ------------- | --------------- | ----------- | --- |
| G2 Esports    | 13:04 13:03     | FaZe Clan   | 2-1 |
| Team Liquid   | 13:02 10:13 :05 | MIBR        | 2-1 |
| Team Spirit   | 16:14 10:13 :07 | Heroic      | 2-1 |
| MOUZ          | 13:11 13:11     | 3DMAX       | 1-2 |
| Natus Vincere | 13:06 13:09     | GamerLegion | 1-2 |
| FURIA Esports | 11:13 :09 13:11 | paiN        | 1-2 |

#### Runde 5
|               | Ergebnis          |           | S-N |
| ------------- | ----------------- | --------- | --- |
| MIBR          | 05:13 06:13       | MOUZ      | 2-2 |
| Natus Vincere | 03:13 :05 09:13   | Heroic    | 2-2 |
| FURIA Esports | 13:06 09:13 10:13 | FaZe Clan | 2-2 |

## Playoffs
Die besten acht Teilnehmer der vorangegangenen Elimination-Stage qualifizierten sich für den letzten Turnierabschnitt und spielten vor Zuschauern im Shanghai Oriental Sports Center. In dieser Stage war jedes Spiel ein K.-o.-Spiel, verlierende Teams schieden sofort und endgültig aus. Die Playoffs begannen am 12. Dezember und endeten am 15. Dezember.
|  | Viertelfinale     | Viertelfinale     | Viertelfinale | Viertelfinale | Viertelfinale |                   |             | Halbfinale  | Halbfinale | Halbfinale | Halbfinale | Halbfinale |  |  | Finale | Finale | Finale | Finale | Finale |
|  |                   |                   |               |               |               |                   |             |             |            |            |            |            |  |  |        |        |        |        |        |
|  | Mongolei          | TheMongolz        | 14            | 09            | -             |                   |             |             |            |            |            |            |  |  |        |        |        |        |        |
|  | Europaische Union | MOUZ              | 16            | 13            | -             |                   |             |             |            |            |            |            |  |  |        |        |        |        |        |
|  | Europaische Union | MOUZ              | 16            | 13            | -             | Europaische Union | MOUZ        | 13          | 04         | 07         |            |            |  |  |        |        |        |        |        |
|  |                   |                   |               |               |               | Europaische Union | MOUZ        | 13          | 04         | 07         |            |            |  |  |        |        |        |        |        |
|  |                   | Russland          | Team Spirit   | 07            | 13            | 13                |             |             |            |            |            |            |  |  |        |        |        |        |        |
|  | Vereinte Nationen | Russland          | Team Spirit   | 07            | 13            | 13                | Team Liquid | 09          | 11         | -          |            |            |  |  |        |        |        |        |        |
|  | Vereinte Nationen |                   |               |               |               |                   | Team Liquid | 09          | 11         | -          |            |            |  |  |        |        |        |        |        |
|  | Russland          | Team Spirit       | 13            | 13            | -             |                   |             |             |            |            |            |            |  |  |        |        |        |        |        |
|  |                   |                   |               |               |               |                   | Russland    | Team Spirit | 13         | 06         | 13         |            |  |  |        |        |        |        |        |
|  |                   | Europaische Union | FaZe Clan     | 08            | 13            | 11                |             |             |            |            |            |            |  |  |        |        |        |        |        |
|  | Europaische Union | G2 Esports        | 06            | 13            | 16            |                   |             |             |            |            |            |            |  |  |        |        |        |        |        |
|  | Danemark          | Heroic            | 13            | 09            | 13            |                   |             |             |            |            |            |            |  |  |        |        |        |        |        |
|  | Danemark          | Heroic            | 13            | 09            | 13            | Europaische Union | G2 Esports  | 06          | 14         | -          |            |            |  |  |        |        |        |        |        |
|  |                   |                   |               |               |               | Europaische Union | G2 Esports  | 06          | 14         | -          |            |            |  |  |        |        |        |        |        |
|  |                   | Europaische Union | FaZe Clan     | 13            | 16            | -                 |             |             |            |            |            |            |  |  |        |        |        |        |        |
|  | Europaische Union | Europaische Union | FaZe Clan     | 13            | 16            | -                 | FaZe Clan   | 06          | 13         | 13         |            |            |  |  |        |        |        |        |        |
|  | Europaische Union |                   |               |               |               |                   | FaZe Clan   | 06          | 13         | 13         |            |            |  |  |        |        |        |        |        |
|  | Europaische Union | Team Vitality     | 13            | 08            | 07            |                   |             |             |            |            |            |            |  |  |        |        |        |        |        |

## Preisgeldverteilung
Die Preisgeldverteilung war identisch zu der des vorherigen Majors. Insgesamt wurden 1,25 Millionen US-Dollar ausgeschüttet. Dabei ging kein qualifiziertes Team ohne Preisgeld aus.
| Platz     | Team                                                                                | Preisgeld (in US-Dollar) |
| --------- | ----------------------------------------------------------------------------------- | ------------------------ |
| 1.        | Team Spirit                                                                         | 500.000                  |
| 2.        | FaZe Clan                                                                           | 170.000                  |
| 3. – 4.   | G2 Esports MOUZ                                                                     | 80.000                   |
| 5. – 8.   | Heroic Team Vitality Team Liquid TheMongolz                                         | 45.000                   |
| 9. – 16.  | 3DMAX BIG FURIA Esports GamerLegion MIBR Natus Vincere paiN Wildcard                | 20.000                   |
| 17. – 24. | CompLexity Cloud 9 FlyQuest fnatic Imperial Esports Passion UA Rare Atom Virtus.pro | 10.000                   |